# Georges de Blois
Pour les autres membres de la famille, voir De Blois de La Calande.
Georges-Aymar de Blois de La Calande (1er janvier 1849 à Huillé - 12 mars 1906 à Paris), est un homme politique français.

## Biographie
Neveu du député Aymar de Blois de La Calande et fils d'un cousin issu de germains d'Alfred de Falloux par sa mère, il fut élevé par les Jésuites, suivit des études de droit, puis fut mobilisé en 1870 comme lieutenant. Après la guerre, il se fit élire maire de Daumeray en 1888, puis conseiller général du canton de Durtal, mandats qu'il conserva jusqu'à sa mort.
En 1895, Georges de Blois fut élu sénateur de Maine-et-Loire le 7 juillet, fut réélu aux renouvellements de 1897 et 1906. Il prit place au groupe de la droite monarchiste, et appartint à diverses commissions.
Il était président de la Société industrielle de Maine-et-Loire.
Il est le père de Louis de Blois.

## Sources
- « Georges de Blois », dans le Dictionnaire des parlementaires français (1889-1940), sous la direction de Jean Jolly, PUF, 1960 [détail de l’édition]